# 애스턴 마틴 밴티지 (2005)
애스턴 마틴 V8 밴티지(영어: Aston Martin V8 Vantage)와 애스턴 마틴 V12 밴티지(영어: Aston Martin V12 Vantage)는 애스턴 마틴에서 2005년부터 2017년까지 생산했던 GT카이다.
V12 밴티지는 2017년까지 생산되었으며 V8 밴티지는 2018년부터 현재까지 생산 중이다. 2005년형 밴티지와 변형 모델은 애스턴 마틴 역사상 가장 성공적인 모델이 되었다. 애스턴 마틴은 2017년 11월에 차세대 밴티지를 공개하고 다음 해에 생산을 시작하였다.

## 개요
2003년 북미 국제 오토쇼에서 V8 밴티지 컨셉트 카를 공개한 후 2006년형으로 2005년 제네바 모터쇼에서 V8 밴티지로 알려진 양산형 모델이 공개되었다. 2인승, 2도어 쿠페는 강도와 가벼움을 위해 접합 알루미늄 구조를 사용했다. 172.5인치(4.38m) 길이의 이 자동차는 실용성을 위한 해치백 스타일의 테일게이트와 좌석 뒤에 대형 수하물 선반이 있다. 쿠페 외에도 V8 밴티지 로드스터로 알려진 컨버터블이 그 해 말에 소개되었다.

## 변형 차종

### 로드스터
2006년 그레이터 로스앤젤레스 오토 쇼에서 애스턴 마틴은 공식적으로 V8 밴티지 로드스터를 공개하였다. 전비중량이 1,710 kg (3,770 lb)인 로드스터는 쿠페보다 80 kg (176 lb) 더 무겁지만 애스턴 마틴은 두 자동차 모두 동일한 성능을 가질 것이라고 주장하였다.차량 지붕의 손실을 보상하기 위해 새로운 초강성 크로스 멤버가 프레임에 추가되었다. 소프트탑은 18초 만에 전자식으로 올리거나 내릴 수 있으며 최대 30 mph (48 km/h)의 속도로 작동할 수 있다. 쿠페와 동일한 4.3리터 V8을 사용하여 7,000rpm에서 380 bhp (283 kW; 385 PS), 5,000rpm에서 172.5 in (4.38 m)의 토크를 생성하고 최대 속도는 175 mph (282 km/h)이다. (282km / h). 4.9초만에 0에서 60mph (97km/h)까지 가속이 가능하다.

### 프로드라이브 V8 밴티지
2007년에 프로드라이브는 V8 밴티지용 튜닝 패키지를 출시하였다. 이 패키지는 단계별로 설치할 수 있는 4개의 개별 패키지로 구성되어 있다. 여기서 네 가지 패키지는 엔진, 서스펜션, 휠 및 공기역학용이다.

### N400 (2007년)

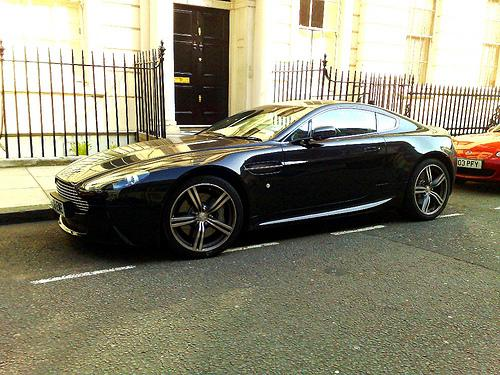
Aston Martin Vantage N400

### N420 (2010년)
N420은 표준 4.7 리터 V8 밴티지를 기반으로 제작된 2007년 스페셜 에디션 N400의 후속 모델이 되었으며 쿠페 또는 로드스터와 6단 수동 또는 6단 스포츠 시프트 변속기 (옵션)를 사용할 수 있다.

### 밴티지 GT8

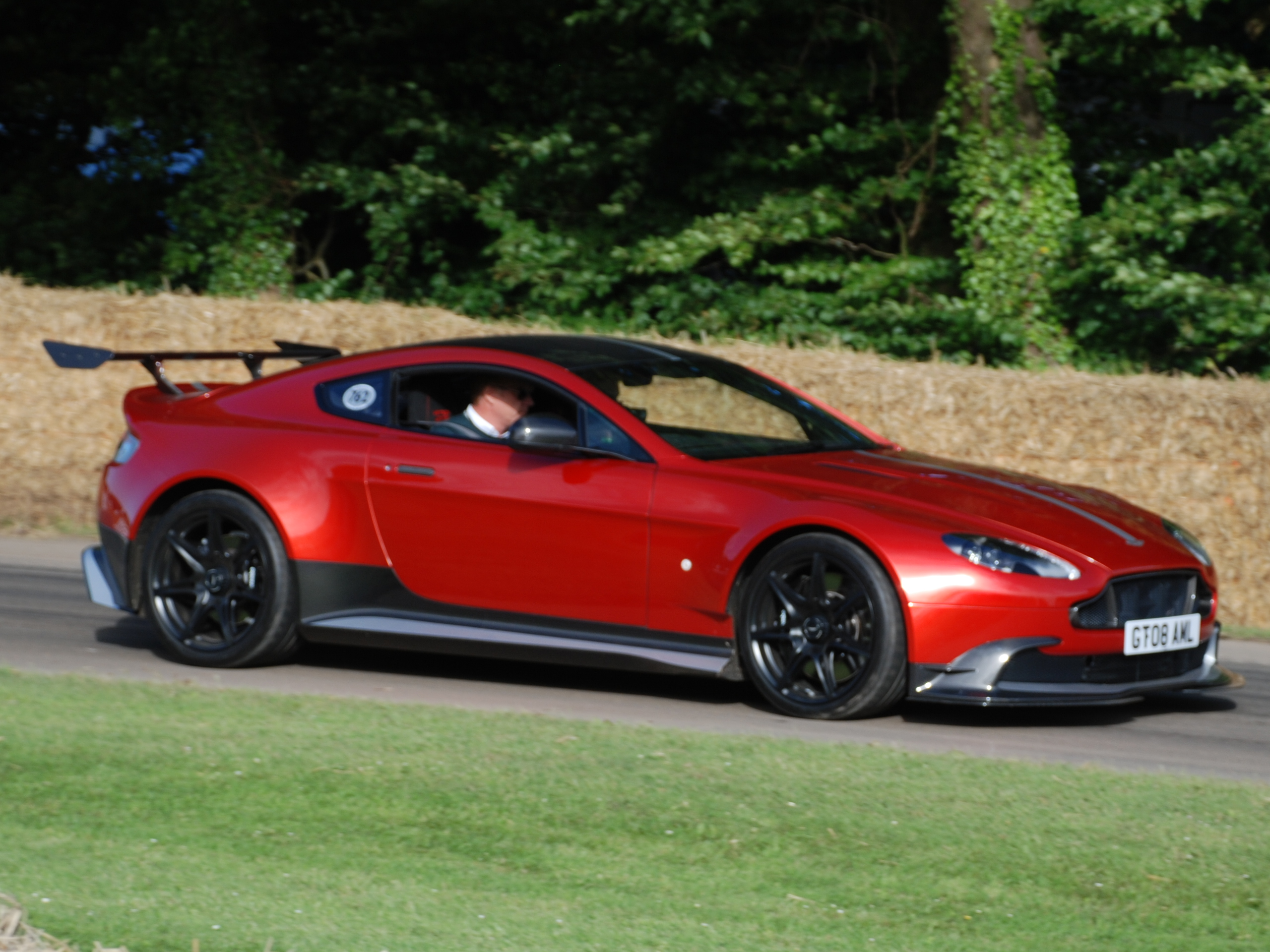
애스턴 마틴 밴티지 GT8

2017년에 애스턴 마틴은 V8 밴티지 GT8의 제한된 트랙 중심 반복을 발표했다. 이 회사는 GT12보다 50대 더 많은 150대의 자동차만 생산할 것이다. GT8은 기본 모델에서 볼 수 있는 것과 동일한 4.7리터 V8을 특징으로 하지만 출력이 440 bhp (328 kW; 446 PS)로 증가하고 최고 속도는 190 mph (306 km/h)이다. GT8은 6단 수동 또는 7단 Sportshift II 자동 수동 변속기와 함께 사용할 수 있으며 전비중량은 1,510 kg (3,329 lb)으로 V8 밴티지 S보다 100 kg (220 lb) 감소했다.

### V12 자가토
2011년 Concorso d' Eleganza Villa d' Este에서 V12 밴티지를 기반으로 한 자가토의 레이싱 컨셉이 DB4 GT 자가토의 50 주년을 기념하여 초연되었다.

### 밴티지 GT12

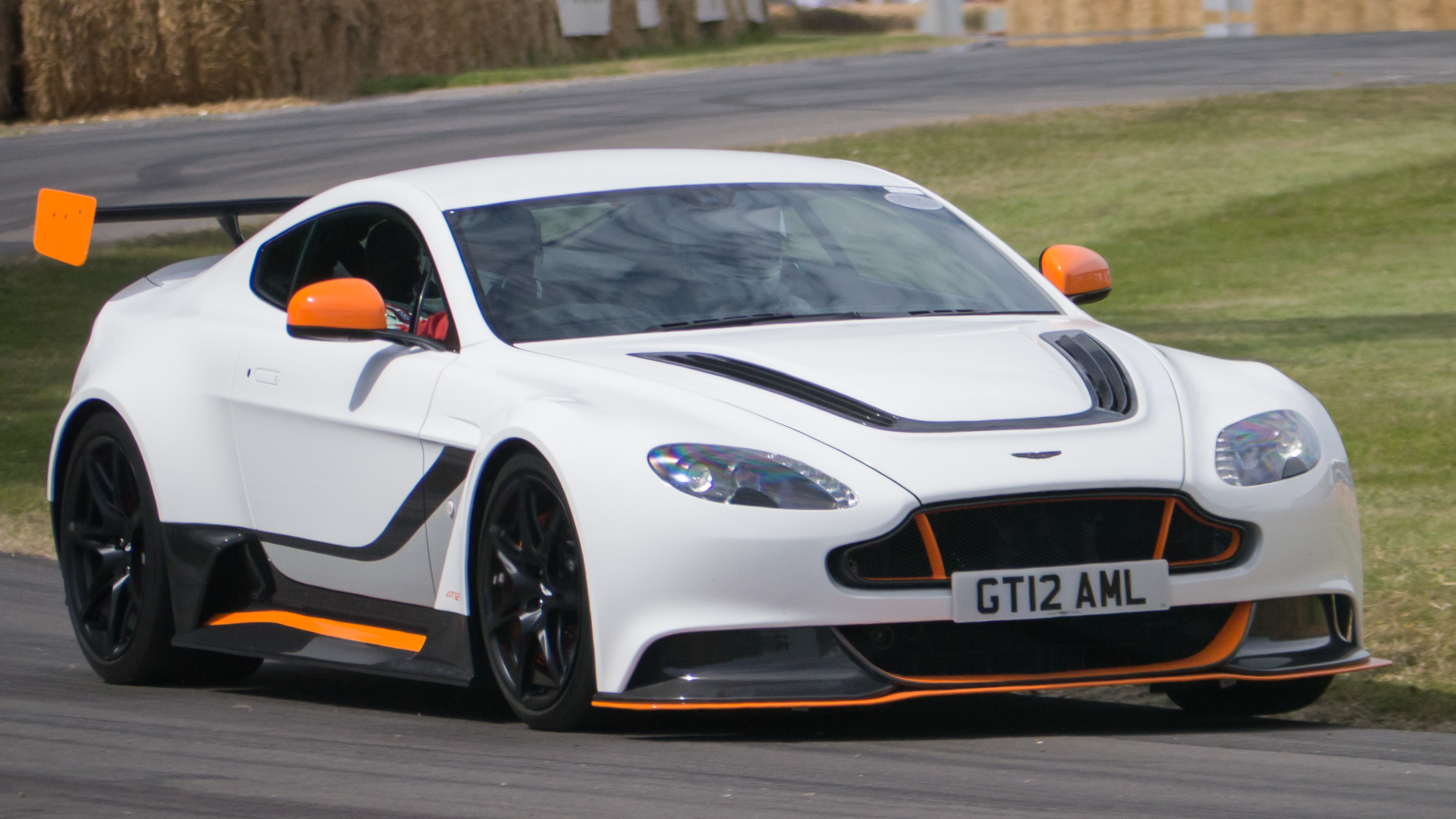
애스턴 마틴 밴티지 GT12

### 밴티지 GT12 로드스터
애스턴 마틴 밴티지 GT12의 로드스터 모델이다.

## 모터스포츠

### 랠리 GT
N24와 동시에 생산된 V8 밴티지 랠리 GT는 랠리에 사용하기 위해 프로드라이브에서 유사한 수정을 거쳤다. 독특한 수정 사항은 엔진 출력의 약간의 증가, Eibach 스포츠 쇼크 및 근접 비율 기어박스 옵션이 포함되어 있으며 2006년 레이스 오브 챔피언십 자동차 라인업의 일부로 사용되었다.

### GT3

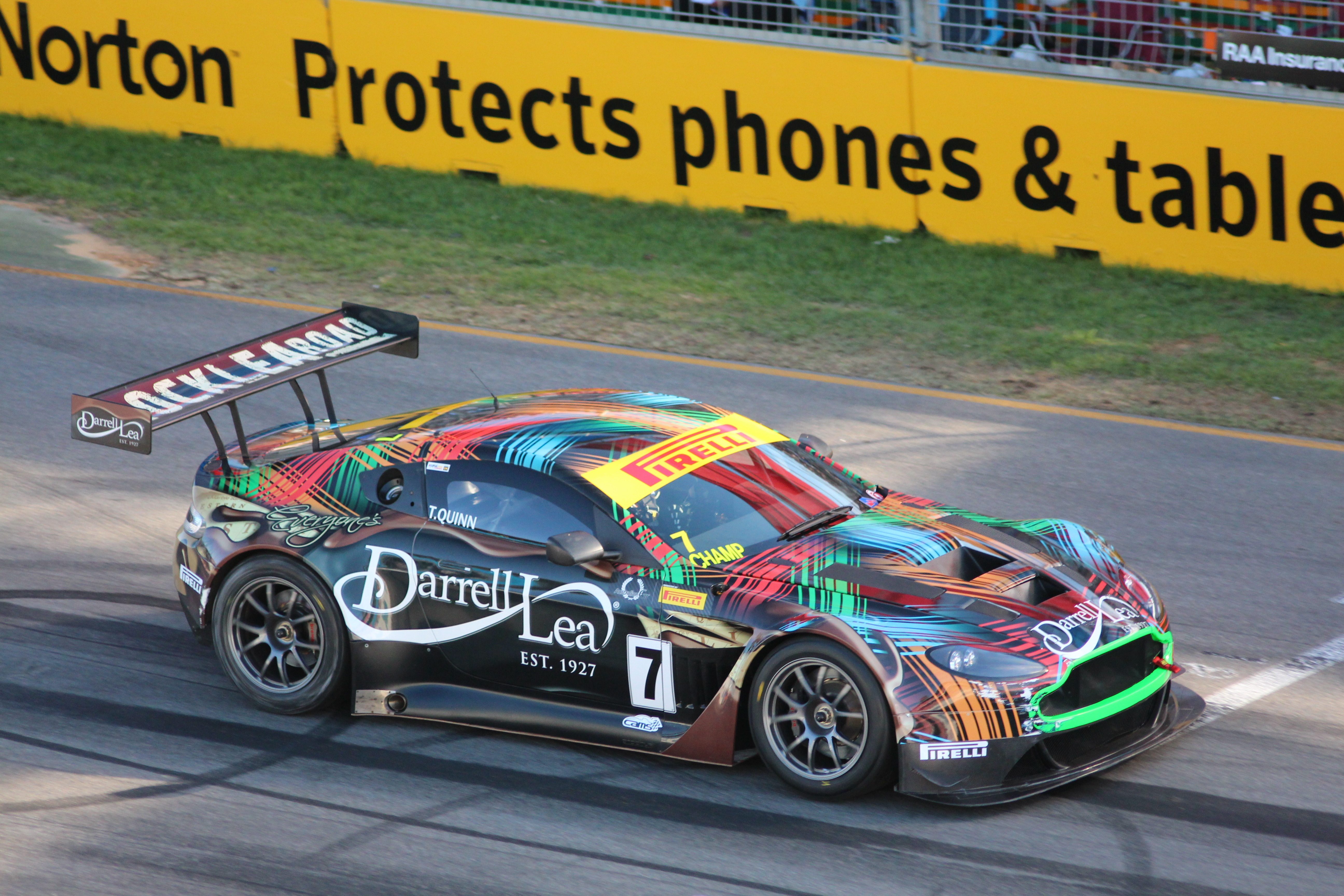
애스턴 마틴 밴티지 GT3

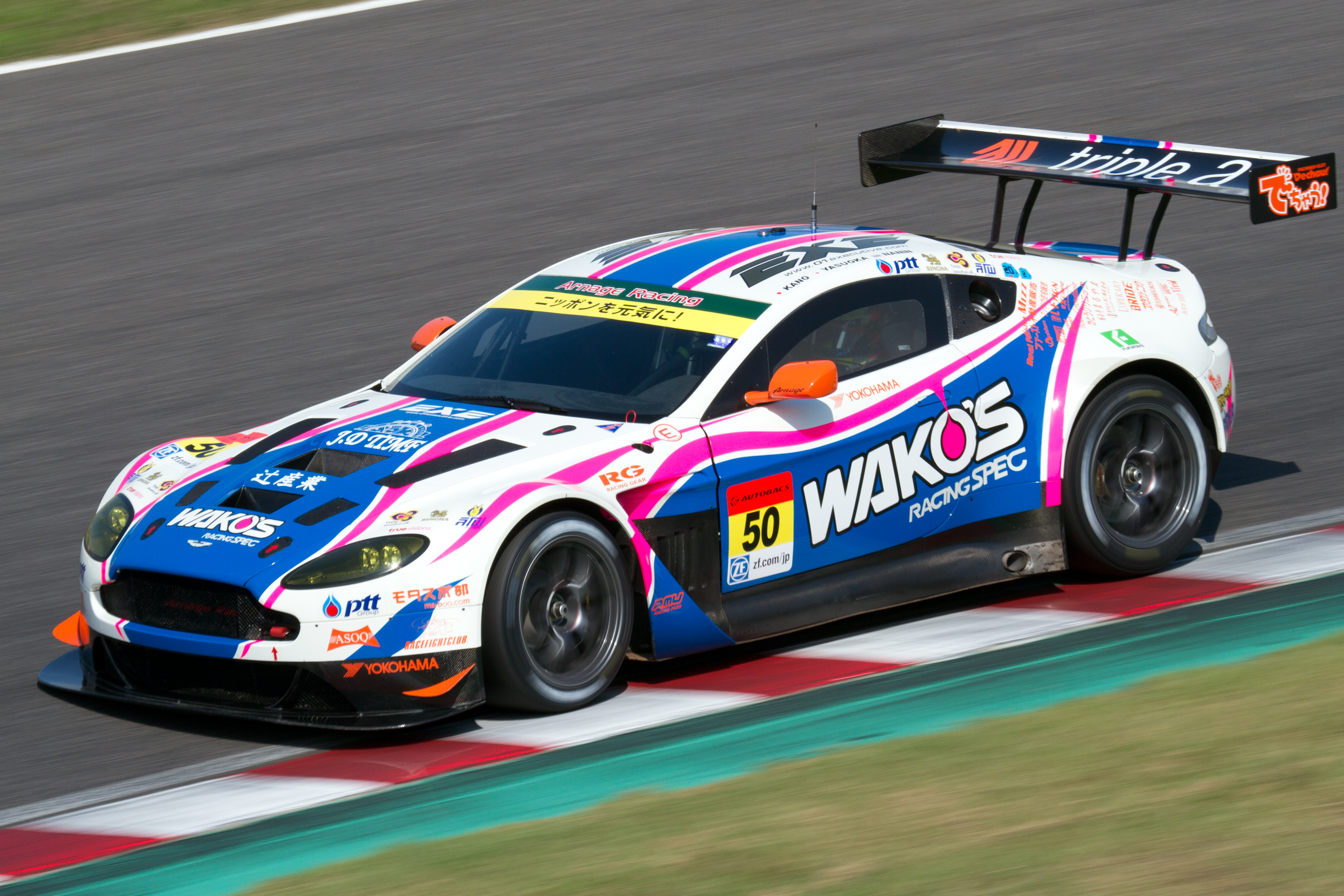
애스턴 마틴 밴티지 GT3

2012년에 애스턴 마틴은 노화된 애스턴 마틴 DBRS9 (V12 엔진도 사용)를 대체하기 위해 V12 밴티지의 레이싱 버전을 공개하였다. 엔진은 600 bhp (447 kW; 608 PS)와 700 N·m (516 lb·ft)의 토크를 가지고 있다.
이 차량은 FIA GT1 월드 챔피언십과 Blancpain Endurance Series에서 경쟁했고 Tony Quinn은 2013 오스트레일리안 GT 챔피언십에서 GT3 밴티지를 2위로 완주하였다.

### GT4
2008년 말, 애스턴 마틴은 V8 밴티지 GT4로 알려진 N24의 업데이트된 버전을 선보였다. 주요 변경 사항은 양산 V8 밴티지에서도 처음 등장한 새로운 4.7리터 V8 엔진의 도입이다. 이 차는 이전에 V8 밴티지 N24에 사용된 4.3리터 V8을 대체한다. 서스펜션과 브레이크도 새로운 프론트 스플리터, 휠 및 고정된 리어 윙과 함께 업데이트되었다.

### 그랜드 AM
2012년 콘티넨탈 타이어 스포츠카 챌린지 시즌을 위해 멀티매틱 모터스포츠는 4.7리터 V8 엔진을 사용하여 시리즈에 두 대의 밴티지에 진입하였다.. 데이토나 인터내셔널 스피드웨이에서 데뷔하자마자 16위를 차지하였다.